# Кастрильон, Брайан
Брайан Давид Кастрильон Гомес (исп. Bryan David Castrillón Gómez; род. 30 марта 1999, Медельин) — колумбийский футболист, вингер клуба «Унион Санта-Фе».

## Клубная карьера
Кастрильон — воспитанник клубов «Энвигадо» и «Индепендьенте Медельин». В матче против «Индепендьенте Санта-Фе» он дебютировал в Кубка Мустанга в составе последнего. В 2019 году Брайан помог клубу завоевать Кубок Колумбии. В начале 2020 года Кастрильон на правах аренды перешёл в «Атлетико Букараманга». 8 февраля в матче против «Депортиво Пасто» он дебютировал за новый клуб. В начале 2021 года Кастрильон был арендован «Депортиво Перейра». 21 января в матче против «Альянса Петролера» он дебютировал за новую команду. В этом же поединке Брайан забил свой первый гол за «Депортиво Перейра». В начале 2022 года он вернулся в «Индепендьенте Медельин». 15 апреля в поединке Южноамериканского кубка против эквадорского «9 октября» Брайан забил свой первый гол за клуб.
Летом 2022 года Кастрильон был арендован аргентинским «Унион Санта-Фе». 25 июня в матче против «Бока Хуниорс» он дебютировал в аргентинской Примере. 9 июля в поединке против «Банфилда» Брайан забил свой первый гол за «Унион Санта-Фе». 

## Достижения
Клубные
 «Индепендьенте Медельин»
- Обладатель Кубка Колумбии — 2019